# Alphonse Mancini
Pour les articles homonymes, voir Mancini.
Alphonse Mancini (1644-1658), fils de Geronima Mazzarini et du baron Michele Mancini, neveu de Mazarin et frère de Laure-Victoire, Paul Jules, Olympe, Marie, Philippe, Hortense et Marie Anne Mancini.
Il mourut à la suite d'un accident de jeu au collège de Clermont. Blessé à la tête, il fut trépané mais succomba le surlendemain.